# North Carolina Film Critics Association Award 2017

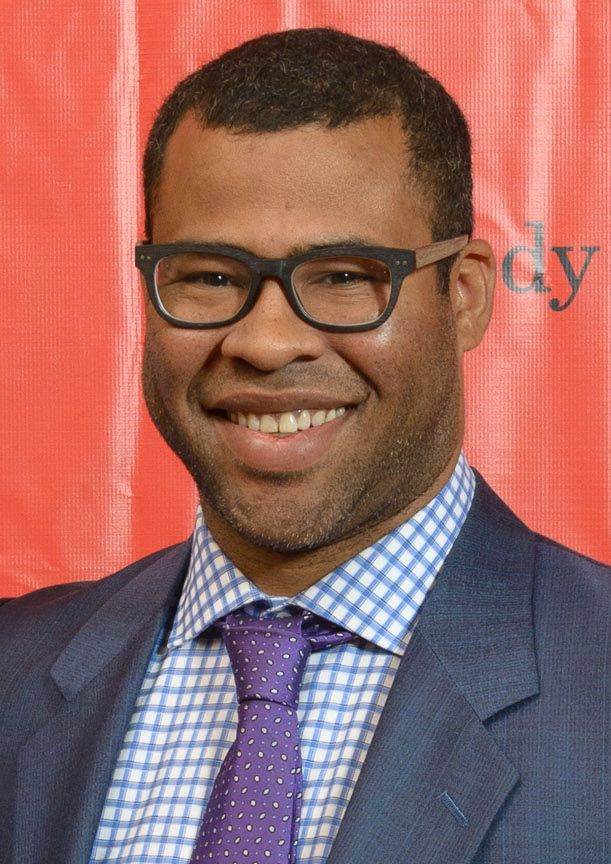
Jordan Peele vítěz v kategoriích nejlepší režie a nejlepší původní scénář

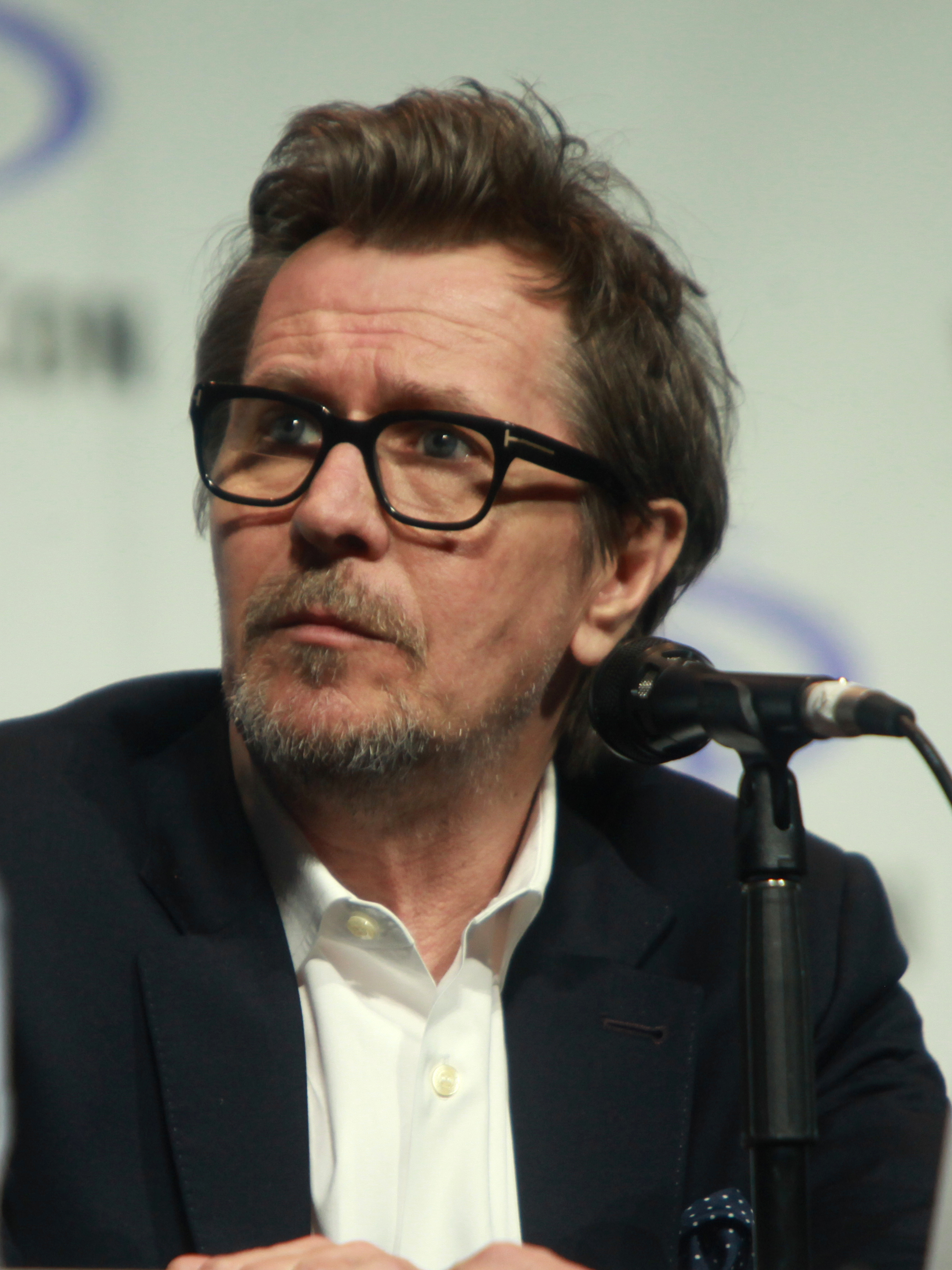
Gary Oldman vítěz v kategorii nejlepší herec v hlavní roli

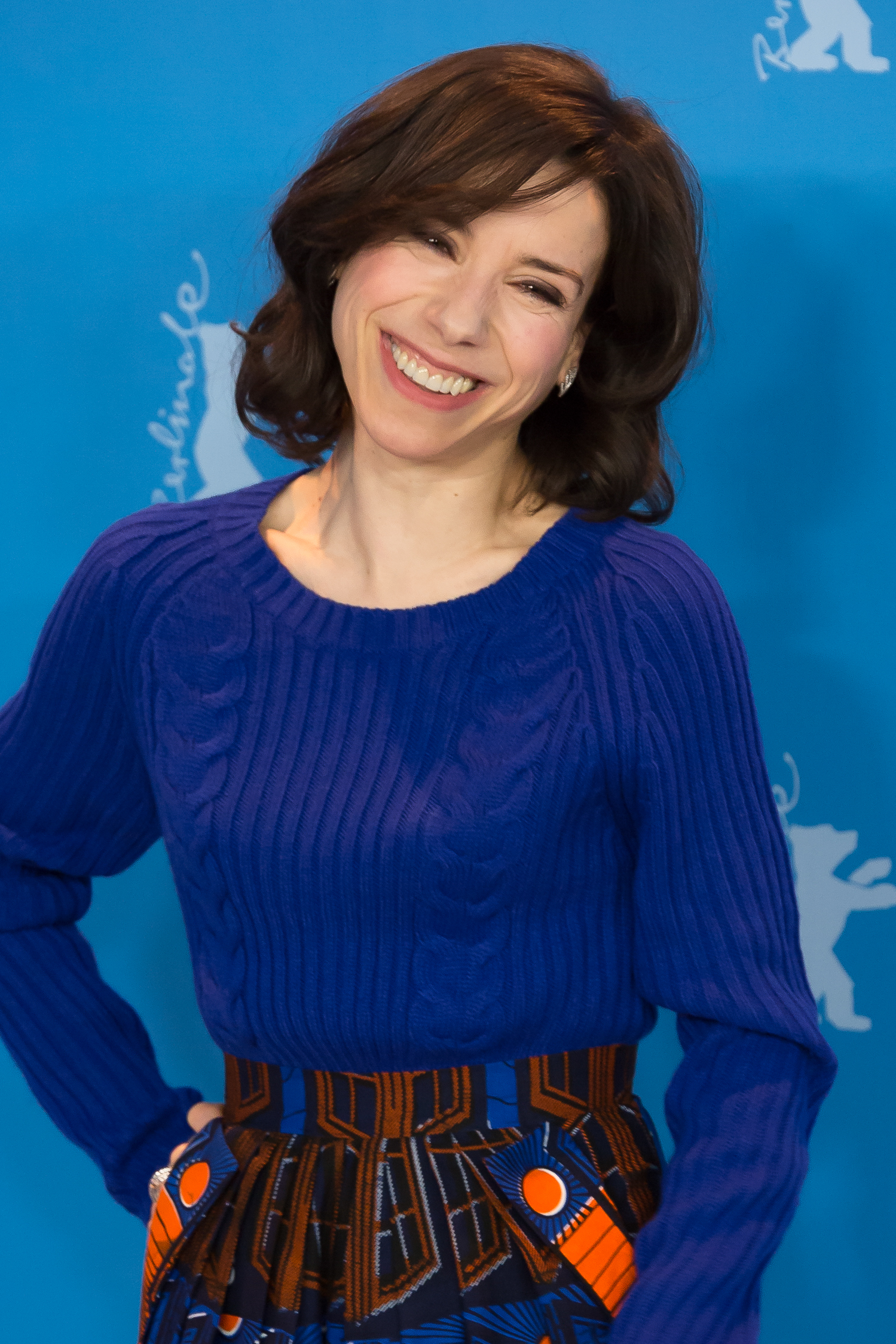
Sally Hawkins vítězka v kategorii nejlepší herečka v hlavní roli

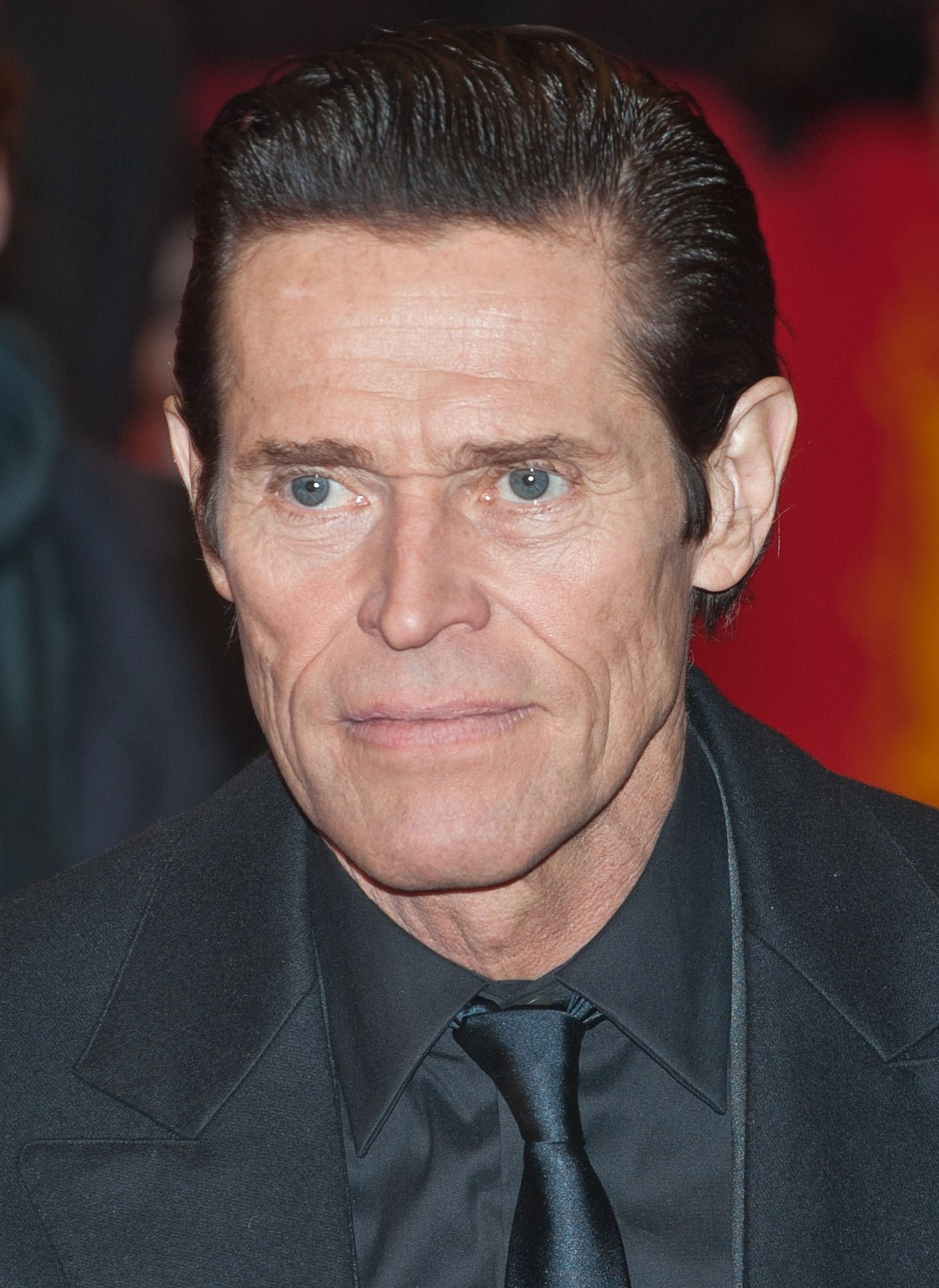
Willem Dafoe vítěz v kategorii nejlepší herec ve vedlejší roli

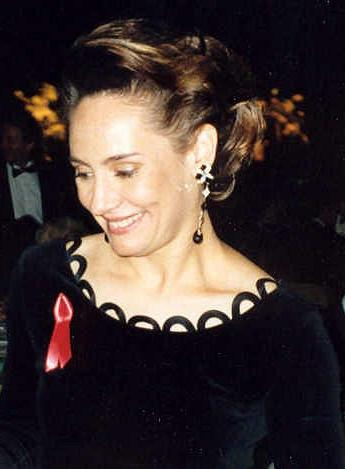
Laurie Metcalf vítězka v kategorii nejlepší herečka ve vedlejší roli

6. ročník předávání cen asociace North Carolina Film Critics Association se konal dne 2. ledna 2018. Nominace byly oznámeny dne 26. prosince 2017.

## Vítězové a nominovaní

### Nejlepší film
Uteč
- Tvář vody
- The Florida Project
- Akta Pentagon: Skrytá válka
- Tři billboardy kousek za Ebbingem

### Nejlepší režisér
Jordan Peele – Uteč
- Sean Baker – The Florida Project
- Martin McDonagh – Tři billboardy kousek za Ebbingem
- Steven Spielberg – Akta Pentagon: Skrytá válka
- Christopher Nolan – Dunkerk

### Nejlepší adaptovaný scénář
Scott Neustadter a Michael H. Weber – The Disaster Artist: Úžasný propadák (remíza)
Aaron Sorkin – Velká hra (remíza)
- James Gray – Ztracené město Z
- Virgil Williams a Dee Rees – Mudbound
- James Ivory – Dej mi své jméno

### Nejlepší původní scénář
Jordan Peele – Uteč
- Sean Baker a Chris Bergoch – The Florida Project
- Liz Hannah a Josh Singer – Akta Pentagon: Skrytá válka
- Greta Gerwig – Lady Bird
- Martin McDonagh – Tři billboardy kousek za Ebbingem

### Nejlepší herec v hlavní roli
Gary Oldman – Nejtemnější hodina
- Timothée Chalamet – Dej mi své jméno
- James Franco – The Disaster Artist: Úžasný propadák
- Tom Hanks – Akta Pentagon: Skrytá válka
- Daniel Kaluuya – Uteč

### Nejlepší herečka v hlavní roli
Sally Hawkins – Tvář vody
- Frances McDormandová – Tři billboardy kousek za Ebbingem
- Jessica Chastainová – Velká hra
- Saoirse Ronan – Lady Bird
- Meryl Streep – Akta Pentagon: Skrytá válka

### Nejlepší herec ve vedlejší roli
Willem Dafoe – The Florida Project
- Sam Rockwell – Tři billboardy kousek za Ebbingem
- Woody Harrelson – Tři billboardy kousek za Ebbingem
- Christopher Plummer – Všechny prachy světa
- Patrick Stewart – Logan: Wolverine

### Nejlepší herečka ve vedlejší roli
Laurie Metcalf – Lady Bird
- Holly Hunter – Pěkně blbě
- Mary J. Blige – Mudbound
- Tiffany Haddish – Girls Trip
- Allison Janney – Já, Tonya

### Nejlepší dokument
Kedi
- Abacus: Small Enough to Jail
- Visages, villages
- Jane
- Poslední v Aleppu

### Nejlepší cizojazyčný film
Okja
- 120 BPM
- Visages, villages
- First They Killed My Father
- Frantz
- Raw
- Thelma
- Čtverec

### Nejlepší animovaný film
Coco
- Mimi šéf
- LEGO Batman film
- S láskou Vincent
- Živitel

### Nejlepší kamera
Roger Deakins – Blade Runner 2049 
- Hoyte van Hoytema – Dunkerk
- Dan Laustsen – Tvář vody
- Rachel Morrison – Mudbound
- Alexis Zabe – The Florida Project

### Nejlepší vizuální efekty
Válka o planetu opic
- Tvář vody
- Dunkerk
- Blade Runner 2049
- Star Wars: Poslední z Jediů

### Nejlepší výprava
Tvář vody
- Kráska a zvíře
- Blade Runner 2049
- Dunkerk
- Nit z přízraků

### Nejlepší skladatel
Jonny Greenwood – Nit z přízraků
- Benjamin Wallfisch a Hans Zimmer – Blade Runner 2049
- Hans Zimmer – Dunkerk
- Alexandre Desplat – Tvář vody
- John Williams – Akta Pentagon: Skrytá válka